# Inajá
Inajá este un oraș în Pernambuco (PE), Brazilia.